# Maracajá
Maracajá este un oraș în Santa Catarina (SC), Brazilia.